# Мартинш, Арманду
Арманду да Силва Мартинш (порт. Armando da Silva Martins; 4 марта 1905, Сетубал, Сетубал — неизвестно, Сетубал, Сетубал) — португальский футболист, нападающий. Участник летних Олимпийских игр 1928 года.

## Биография
Арманду Мартинш родился 4 марта 1905 года в португальском городе Сетубал.
Играл в футбол на позиции нападающего. В 1925—1938 годах выступал за «Виторию» из Сетубала, провёл 74 матча, забил 36 мячей. В 1927 году стал чемпионом Лиссабона.
В 1926—1931 годах провёл 11 матчей за сборную Португалии, забил 3 мяча. Дебютировал в национальной команде 24 января 1926 года в Порту в товарищеском матче против сборной Чехословакии (1:1).
В 1928 году вошёл в состав сборной Португалии по футболу на летних Олимпийских играх в Амстердаме, поделившей 5-8-е места. Играл на позиции нападающего, участвовал в матчах 1/16 финала против Чили (4:2) и 1/4 финала против Египта (1:2), мячей не забивал.
Дата смерти неизвестна.

## Достижения

### Командные
«Витория» (Сетубал)
- Чемпион Лиссабона (1): 1926/27.